# Crataegus wilsonii
Crataegus wilsonii — вид квіткових рослин із родини трояндових (Rosaceae).

## Біоморфологічна характеристика
Це листопадний кущ до 7 метрів заввишки; зазвичай колючий, колючки 1–2.5 см, міцні. Гілочки темно-жовто-коричневі молодими, сірувато-коричневі чи темно-коричневі старішими, спочатку біло запушені, невдовзі голі чи майже так. Листки: ніжки листків 2–2.5 см, мало ворсисті чи майже голі; пластини яйцюваті чи зворотно яйцюваті, рідше трикутно-яйцюваті, 4–6.5 × 3.5–5.5 см, низ злегка запушений уздовж середньої жилки та жилок, верх рідко запушений молодим, основа клиноподібна, закруглена чи серцеподібна, край різко пилчастий і зазвичай з (2 чи) 3–5 парами неглибокими частками у верхівковій частині, верхівка гостра чи тупа. Суцвіття — багатоквітковий щиток, 3–4 см у діаметрі. Квітки 3–4 см в діаметрі; чашолистки яйцюваті чи трикутно-яйцюваті, 3–4 мм, низ запушений; пелюстки білі, майже округлі, 6–7 × 5–6 мм; тичинок 20. Яблука червоні чи пурпурно-червоні, еліпсоїдні, 6–7 мм у діаметрі, голі; чашолистки стійкі. Період цвітіння: травень; період плодоношення: серпень і вересень.

## Ареал
Зростає у північно-центральному, південно-центральному і південно-східному Китаї (Ґаньсу, Хенань, Хубей, Шеньсі, Сичуань, Юньнань, Чжецзян).
Населяє затінені густі ліси на схилах, чагарники; на висотах 1000–2500 метрів.